# Pettersson und Findus

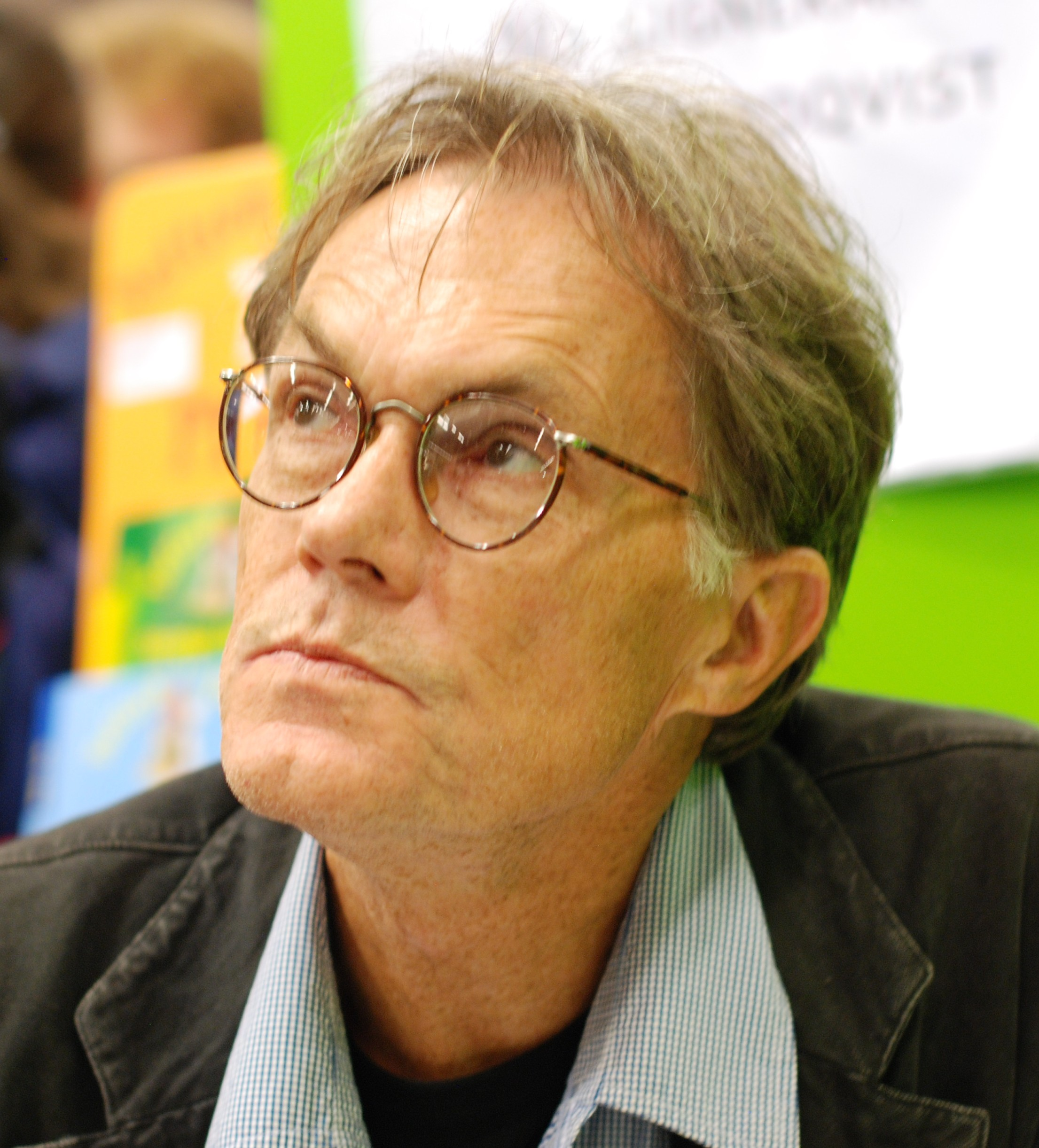
Sven Nordqvist

Pettersson und Findus – im schwedischen Original Pettson och Findus – ist eine Kinderbuchreihe von Sven Nordqvist. Die Hauptpersonen sind der alte Mann Pettersson und sein Kater Findus. Die Bücher erscheinen im Opal-Verlag, außerdem gibt es eine von Egmont Kärnan herausgegebene Reihe von Comic-Heften. In Deutschland werden die Bücher vom Oetinger-Verlag überwiegend in der Übersetzung von Angelika Kutsch publiziert.

## Hauptpersonen
Sven Nordqvist wollte ursprünglich eine Geschichte von zwei alten Leuten schreiben, die immer noch etwas erledigen müssen, bevor sie zum Eigentlichen kommen, und dann schon fast nicht mehr wissen, was sie eigentlich vorhatten. So brauchte der alte Mann Pettersson jemanden zum Reden. Das sollte aber keine Frau sein. Also dachte er sich eine sprechende Katze aus.

### Pettersson
Pettersson ist ein etwas schrulliger alter Mann, der allein in einem Häuschen am Rand eines schwedischen Dorfes wohnt. Er ist ein verlässlicher Partner und immer zur Stelle, wenn Findus wieder einmal Hilfe braucht. Er ist aber auch ein Tüftler, der die ungewöhnlichsten Apparate bastelt. Sein Grundstück besteht aus einem großen Garten und drei roten Häusern mit weißen Fensterrahmen und Holzdach: Wohnhaus, Holzschuppen und dem Gebäude, in dem Hühnerstall und Tischlerschuppen untergebracht sind. Pettersson trägt gewöhnlich ein gestreiftes Hemd mit Weste, Hosen und einen markanten hellbraunen Hut mit Krempe sowie eine Brille mit runden Gläsern; im Winter eine Mütze mit Ohrenklappen und einen Mantel. Er ist recht groß und hat einen kurzen grauen Bart.

### Findus
Findus ist ein junger, immer zu Streichen aufgelegter, braun getigerter Kater mit grünen Augen, der seinen Namen daher hat, dass Pettersson ihn in einer Schachtel mit dem Aufdruck „Findus grüne Erbsen“ (Findus ist der Name eines großen schwedischen Lebensmittelkonzerns) bekommen hat. Aus dem Stoff, mit dem die Schachtel ausgelegt war, hat Pettersson ihm eine Trägerhose genäht; dazu trägt er eine kleine grüne Kappe. Findus ist quirlig und ungeduldig, überall und nirgends. Nordqvist lässt Findus oft mehrfach auf einer Buchseite herumturnen, um Bewegungsabläufe zu veranschaulichen, ohne dass sie von Comic-Panels unterbrochen werden. Findus kann sprechen, verheimlicht dies aber vor den anderen Leuten im Dorf.

### Sonstige Akteure
- Prillan, Mathilda, Fia, Doris, Majros, Soffi-Moffi, Stina-Fina, Henrietta, Gacki und Henni sind Petterssons zehn sprechende dumme weiße Hühner, die sich etwas affektiert geben. Sie sind die einzigen weiblichen Wesen auf dem Hof. Ihre Lieblingsbeschäftigung ist es, ihren geliebten Kaffeeklatsch zu halten.
- Mucklas sind kleine Wesen, die versteckt im Haus wohnen und verschiedenartige Farben und Gestalten haben. Nordqvist vermehrte ihre Aktionen im Laufe der Bände. Sie lachen auch schon einmal hämisch, wenn Pettersson oder Findus ein Missgeschick passiert, oder entwenden kleinere Gegenstände. Pettersson kann die Mucklas nicht sehen, Findus hingegen schon und ist mit ihnen teilweise sogar sehr gut befreundet. Neben den „klassischen“ Mucklas gibt es auch solche, die wie winzige Tiere oder Weihnachtsmänner aussehen.
- Der neugierige Nachbar Gustavsson erzählt gern Petterssons neueste Schrullen im Dorf herum, wird aber auch von Pettersson mit unsinnigen Geschichten gefüttert, damit er etwas zu erzählen hat. Außer Gustavsson, Gustavssons Frau Elsa und deren Sohn Axel gibt es noch einige andere Nachbarn, zum Beispiel die alte Anna Andersson (Pettersson kriegt Weihnachtsbesuch), deren Vorname auch einmal „Beda“ ist (Wie Findus zu Pettersson kam), und weitere Personen, die nur einmal auftauchen. Von Frau Andersson hat Pettersson auch Findus bekommen. Zu ihr könnte Pettersson früher einmal eine engere Beziehung gehabt haben; jedenfalls heißt sein Boot in Armer Pettersson „Beda“.
- In Morgen, Findus, wird's was geben, dem längsten Band der Reihe, gibt es mehrere Figuren, die nur dort vorkommen: Petterssons Bekannte Signild, die Kistenverkäufer Kirsten und Henrik, ein einsam im Wald lebender Geigenspieler und ganz besonders Figuren, die eng mit dem Weihnachtsmann in Verbindung stehen. So gibt es zum Beispiel einen merkwürdigen kleinen Briefträger und einen Verkäufer, die Pettersson und Findus über den Weg laufen und entscheidende Rollen im Verlaufe der Handlung spielen. Der Weihnachtsmann selbst tritt in diesem Buch ebenfalls auf; man kann vermuten, dass er auch die Person ist, die den Wunschzettel aus der Schneehöhle nimmt, die Zeichnungen von Polhems mechanischem Alphabet anfertigt und den Flachs auf Petterssons Treppe legt. Alle Taten der einzelnen Personen sind mit einer markanten Schnur verbunden, die dreimal (auf Bildern viermal) auftaucht: ein mit dünnen Goldfäden umwickeltes Band aus gezwirntem Ziegenhaar.

## Pettersson-und-Findus-Bücher (deutsche Ausgaben)

### Texte und Illustrationen von Sven Nordqvist

#### Eine Geburtstagstorte für die Katze
- 1984 Eine Geburtstagstorte für die Katze, ISBN 978-3-7891-6170-4

Findus feiert gleich dreimal im Jahr Geburtstag. Da Pettersson kein Mehl mehr im Haus hat, muss er mit dem Rad ins Dorf fahren, um welches zu kaufen. Doch ein Reifen ist platt, das Flickzeug im Schuppen, der Schlüssel in den Brunnen gefallen, die Angel zum Herausfischen auf dem Dachboden, und die Leiter zum Dachboden steht auf Anderssons Weide, wo der Stier grast …

#### Ein Feuerwerk für den Fuchs
- 1987 Ein Feuerwerk für den Fuchs, ISBN 978-3-7891-6172-8

Mit einer Schachtel voller Feuerwerkskörper, einer Spukseilbahn und einem falschen Huhn versucht Findus, dem Fuchs den Appetit auf Hühner zu verleiden, ohne Jagd auf ihn machen zu müssen.

#### Armer Pettersson
- 1988 Armer Pettersson, ISBN 978-3-7891-6173-5

Pettersson hat schlechte Laune und Findus versucht ihn mit allen Mitteln aufzuheitern.

#### Pettersson kriegt Weihnachtsbesuch
- 1989 Pettersson kriegt Weihnachtsbesuch, ISBN 978-3-7891-6174-2

Es ist so kalt, dass Pettersson und Findus nicht aus dem Haus gehen können, und als es ein bisschen wärmer wird, verstaucht sich Pettersson den Fuß. Doch der Heiligabend wird gerettet durch die Nachbarn, die überraschend zu Besuch kommen.

#### Aufruhr im Gemüsebeet
- 1991 Aufruhr im Gemüsebeet, ISBN 978-3-7891-6902-1

Pettersson versucht, Gemüse anzupflanzen, während Findus, der Gemüse nicht ausstehen kann, Fleischklößchen pflanzt. Doch dann sorgen ein Haufen wild gewordener Hühner, ein Schwein und sechs Rinder für Aufruhr im Gemüsebeet.

#### Pettersson zeltet
- 1993 Pettersson zeltet, ISBN 978-3-7891-6907-6

Findus hat noch nie in einem Zelt geschlafen und will es ausprobieren, träumt dann aber schlecht und schläft lieber im Bett.

#### Morgen, Findus, wird’s was geben
- 1995 Morgen, Findus, wird’s was geben, ISBN 978-3-7891-4307-6

Seit Pettersson seinem Kater vom Weihnachtsmann erzählt hat, will Findus unbedingt, dass der Weihnachtsmann auch zu ihm kommt. Pettersson geht in seinen Tischlerschuppen und baut heimlich eine Weihnachtsmannmaschine für Findus. Trotzdem kommt es an Weihnachten ganz anders.

#### Findus und der Hahn im Korb
- 1997 Findus und der Hahn im Korb, ISBN 978-3-7891-6911-3

Pettersson besorgt einen Hahn für den Hühnerhof, der wegen seiner kräftigen Stimme den Namen Caruso erhält und den Hühnern den Kopf verdreht, während er Findus mit seinem Geschrei auf die Nerven geht, sodass er versucht, den Hahn zu vergraulen.

#### Wie Findus zu Pettersson kam
- 2002 Wie Findus zu Pettersson kam, ISBN 978-3-7891-6916-8

Der kleine Kater kam in einem Pappkarton für grüne Erbsen als Geschenk für den alten, alleinstehenden Pettersson. Anfänglich kann der Kater nicht sprechen und trägt auch noch keine Hose. Aber eines Tages schaut er Pettersson beim Zeitungslesen über die Schulter und sagt seinen ersten Satz: „So eine Hose will ich auch haben.“ Später rettet Pettersson Findus mit Hilfe der Mucklas vor einem Dachs.

#### Komm mit zu Pettersson und Findus! Ein Wimmelbilderbuch
- 2011 Komm mit zu Pettersson und Findus! Ein Wimmelbilderbuch, ISBN 978-3-7891-6945-8

Ein Wimmelbilderbuch.

#### Findus zieht um
- 2013 Findus zieht um, ISBN 978-3-7891-7909-9

Pettersson ist von Findus’ nächtlichen Springereien auf dem Bett genervt. Um den Haussegen zu retten, zieht Findus ins Plumpsklo im Garten. Dies ist allerdings nicht von langer Dauer, da Findus nicht gerne alleine ist und dann doch lieber wieder zu Pettersson ins Haus zurückzieht.

#### Kennst du Pettersson und Findus?
- 2014 Kennst du Pettersson und Findus? Papp-Bilderbuch, ISBN 978-3-7891-6948-9

#### Wo ist Pettersson?
- 2017 Wo ist Pettersson? Papp-Bilderbuch, ISBN 978-3-7891-0496-1 (schwedisch: Var är Petsson?, 2015)

Findus sucht Pettersson, um ihm ein selbst gemaltes Bild zu schenken. Als er ihn endlich findet, hat auch Pettersson etwas für ihn gebastelt.

#### Schau mal, was ich kann, Pettersson!
- 2019 Schau mal, was ich kann, Pettersson!, ISBN 978-3-7891-1295-9

Das Bilderbuch mit wenig Text handelt von einem ganz normalen Tag bei Findus und Pettersson.

#### Pettersson und Findus bauen ein Auto
- 2020 Pettersson und Findus bauen ein Auto Papp-Bilderbuch, ISBN 978-3-7891-1514-1

Das 12-seitige Mitmachbuch handelt von dem Bau eines Tretautos für Findus und hat viele bewegliche Elemente zum Drehen, Ziehen und Aufklappen.

### Texte anderer Autoren, Illustrationen von Sven Nordqvist

#### Mit Findus durchs ganze Jahr
- 1999 Mit Findus durchs ganze Jahr ISBN 978-3-7891-6912-0

Ein Beschäftigungsbuch rund ums Thema Natur: Wie man einen Kräutergarten anlegt, Futterhäuschen und Nistkästen für Vögel baut, Segelschiffchen aus Baumrinde und Blättern bastelt.

#### Das große Liederbuch von Pettersson und Findus
- 2001 Das große Liederbuch von Pettersson und Findus,  ISBN 978-3-7891-4314-4

Das erste Liederbuch mit Texten und Gitarrengriffen.

#### Kochen mit Pettersson und Findus
- 2004 Kochen mit Pettersson und Findus, ISBN 3-7891-4321-9

Ein Kochbuch mit Rezepten von Anne Tüllmann, Illustrationen von Sven Nordqvist.

#### Mein Fotobuch mit Pettersson und Findus
- 2007 Mein Fotobuch mit Pettersson und Findus

Die Original-Illustrationen von Sven Nordqvist dienen als Vorlage für ein personalisierbares Pettersson-und-Findus-Bilderbuch.

#### Neue Lieder von Pettersson und Findus
- 2010 Neue Lieder von Pettersson und Findus, ISBN 978-3-7891-8431-4

Das zweite Liederbuch, ebenfalls mit Gitarrengriffen.

## Musiktonträger
- 2001 Pettersson und Findus: Das Musical, ISBN 978-3-8291-1173-7, Pettersson Und Findus - Das Musical bei Discogs

Von und mit Christian Berg / Musik: Konstantin Wecker
- 2001 Do re mi kikeriki: Die schönsten Lieder von Pettersson und Findus, Do Re Mi Kikeriki bei Discogs

- 2001 Pettersson und Findus - Unsere Lieder, Unsere Lieder bei Discogs

- 2002 Pettersson und Findus - ReiseFieberLieder, ReiseFieberLieder bei Discogs

- 2003 Pettersson und Findus - WinterZauberLieder, WinterZauberLieder bei Discogs

- 2006 Pettersson und Findus - Schneeballschlacht und Winterspaß, EAN 4029758765425

- 2008 Pettersson und Findus - Liederreise, EAN 4029758884324

- 2010 Pettersson und Findus - Unsere schönsten Lieder, Unsere schönsten Lieder bei Discogs

- 2010 Neue Lieder von Pettersson und Findus, Neue Lieder von Pettersson und Findus bei Discogs

- 2012 Kuddelmuddel bei Pettersson und Findus - Das Liederalbum zum 4. Kinofilm, EAN 4029759077671

- 2021 Pettersson und Findus - Das Liederalbum zur TV-Serie, EAN 4029759161516

## Verfilmungen

### Lachgeschichten in der Sendung mit der Maus
In den 90er Jahren liefen einige der Geschichten im Rahmen der Sendung mit der Maus als „Pettson und Findus“. Dabei wurden die Bücher vorgelesen und als nicht animierte Bildergeschichte gezeigt.

### Zeichentrickserie
Wegen des großen Erfolges der Kinderbücher wurde eine Zeichentrickserie produziert, die ab 2000 im Fernsehen ausgestrahlt wurde. Sie umfasst 52 Folgen.

### Kinofilme
Im Jahr 1999 kam Pettson och Findus - katten och gubbens år in die schwedischen Kinos. Regie führte Albert Hanan Kaminski und Nordqvist zeichnete gemeinsam mit Torbjörn Jansson für das Drehbuch verantwortlich. Der Film wurde 2000 für die finnische Starboy-Auszeichnung nominiert und erschien 2001 mit dem Titel Pettersson und Findus in Deutschland.
Im Jahr 2000 kam der Kinofilm Pettson och Findus – Kattonauten heraus, dessen deutscher Titel 2002 Neues von Pettersson und Findus war. Zu diesem Film ist auch ein PC-Spiel herausgebracht worden.
Im Jahr 2005 kam der Film Pettson och Findus 3: Tomtemaskinen in die Kinos, der am 2. November 2006 als Morgen, Findus, wird’s was geben in den deutschen Kinos startete.
Im Jahr 2009 kam der Film Pettson & Findus - Glömligheter in die Kinos, der am 22. November 2009 als Kuddelmuddel bei Pettersson & Findus in den deutschen Kinos startete.
Der Film Pettersson und Findus – Kleiner Quälgeist, große Freundschaft, startete am 13. März 2014 in den deutschen Kinos. Er ist eine Mischung aus Spielfilm und Animationsfilm unter der Regie von Ali Samadi Ahadi mit Ulrich Noethen und Marianne Sägebrecht.
Der Film Pettersson und Findus – Das schönste Weihnachten überhaupt startete am 3. November 2016 in den deutschen Kinos, Regie führte wieder Ali Samadi Ahadi.
Der Film Pettersson und Findus – Findus zieht um startete 2018 in den deutschen Kinos, erneut unter der Regie von Ali Samadi Ahadi.
Der Film Die Mucklas... und wie sie zu Pettersson und Findus kamen startete 2022 in den deutschen Kinos, ebenfalls unter der Regie von Ali Samadi Ahadi.

## PC-Spiele
- 1996: Pettersson und Findus
- 1999: Neues von Pettersson und Findus
- 2000: Findus wartet auf Weihnachten
- 2001: Findus bei den Mucklas[3]
- 2003: Pettersson und Findus – Die Gespenster-Erschreckmaschine
- 2012: Petterssons Erfindungen